# Emilio Noelting
Domingo Emilio Noelting (* 8. Juni 1851 in Puerto Plata, Dominikanische Republik; † 6. August 1922 in Meran) war ein französischer Chemiker.
Noelting, Sohn eines Kaufmanns, begann sein Studium 1870 an der École des Arts et Manufactures in Paris, ging aber wegen des Deutsch-Französischen Kriegs im selben Jahr an die ETH Zürich (damals Polytechnikum), wo er bei Victor Meyer und Emil Kopp Assistent war. 1875 wurde er an der Universität Zürich promoviert. Danach arbeitete er in der Industrie (Seidenfärberei Renard, Villet und Bunaud in Lyon und Farbenfabrik Monnet in La Plaine bei Genf). 1880 wurde er Direktor der École municipale de chimie industrielle in Mülhausen im Elsass. Im Ersten Weltkrieg wurde er ausgewiesen, da die deutschen Behörden in ihm einen französischen Sympathisanten sahen. Er ging nach Lausanne und Genf.
Er befasste sich mit Farbstoffchemie und Textilchemie.
Am 29. Dezember 1892 wurde Noelting in die Fachsektion für Chemie der Deutschen Akademie der Naturforscher Leopoldina aufgenommen. Er trug die Mitgliedsnummer 3000.